# Stefan von Zoltowski
Stefan von Zoltowski (* 8. September 1839 in Jarogniewice; † 19. September 1901 in Gluchowo) war Rittergutsbesitzer und Mitglied des Deutschen Reichstags.

## Leben
Zoltowski besuchte das Gymnasium in Posen und studierte an den Universitäten Bonn, Heidelberg und Berlin. Weiter besuchte er die Hochschulen Metz, Straßburg und Paris. Er betrieb Landwirtschaft auf seinem Rittergut in Gluchow bei Czempiń und weiteren Gütern in den Kreisen Kosten und Schrimm.
Von 1877 bis 1881 war er Mitglied des Deutschen Reichstags für den Wahlkreis Regierungsbezirk Posen 8 (Wreschen, Pleschen) und die Polnische Fraktion.